# مرارت (أسطورة)
مرارت (بالإنجليزية: Mrarts)‏ أرواح الموتى الشريرة في أساطير استراليا، كثيرا ما توجد في المدافن.